# Pelomedusa somalica
Pelomedusa somalica is een schildpad uit de familie pelomedusa's (Pelomedusidae).

## Naam en indeling
De wetenschappelijke naam van de soort werd voor het eerst voorgesteld door Alice Petzold, Mario Vargas-Ramírez, Christian Kehlmaier, Melita Vamberger, Wiliam R. Branch, Louis de Preex, Margaretha D. Hofmeyr, Leon Meyer, Alfred Schleiger, Pavel Široký en Uwe Fritz in 2014. Omdat het dier pas in 2014 werd beschreven is de soort in veel literatuur nog niet bekend.
De soortaanduiding somalica betekent vrij vertaald 'van Somalië'.

## Uiterlijke kenmerken
De schildpad kan een schildlengte bereiken van 15,7 centimeter. Onder de kin zijn twee kleine baarddraden aanwezig. De temporaalschubben zijn altijd ongepaard. Het rugschild heeft een relatief lichte kleur, het buikschild heeft een gele kleur en is ongevlekt.

## Verspreidingsgebied
Pelomedusa somalica komt voor in delen van Afrika en leeft endemisch in Somalië.